# Cynodontidae
Cynodontidae (цинодонові) — південноамериканська родина прісноводних променеперих риб ряду харациноподібних (Characiformes).
Більшість видів зустрічається в басейнах Амазонки та Ориноко, а також у річках Гвіани. Rhaphiodon vulpinus є єдиним представником родини, який поширюється на південь до басейнів Парани-Парагваю та Уругваю.
Cynodontidae мають характерну зовнішність з відносно великими грудними плавцями та косим ротом з добре розвиненими іклами (в деяких видів вони шаблеподібні). На це вказує й назва родини, яка буквально означає «собакозубі» (від грецьких слів κύων = «собака» та δόντια = «зуби»). Тіло вкрите дрібними лусками. Raphiodon vulpinus може досягати 80 см загальної довжини, а Hydrolycus scomberoides — перевищувати 1 м.
Ця невелика родина була сформована шляхом вилучення родів Cynodon, Gilbertolus, Hydrolyeus, Rhaphiodon і Roestes зі складу родини Characidae. Було визнано дві підродини: Cynodontinae (Cynodon, Hydrolycus і Rhaphiodon) та Roestinae (Gilbertolus і Roestes). Згодом підродина Roestinae була перенесена до родини Acestrorhynchidae. Таким чином, в складі родини Cynodontidae залишилося 3 роди і 8 видів:
- Cynodon  Spix, 1829 (3 види)
- Hydrolycus  Müller & Troschel, 1844 (4 види)
- Rhaphiodon  Agassiz, 1829 (1 вид)

Викопні рештки Cynodontidae датуються добою міоцену.
Представники родини живуть у річках, озерах і затоплених лісах, тримаються в середніх шарах води або біля поверхні. Це хижі, переважно рибоїдні, риби. Щоб ухопити здобич, використовують свої зубні ікла.
Цинодонові не сильно цінуються як харчова риба, але місцеві рибалки іноді ловлять їх для власного споживання. Міжнародна асоціація спортивного рибальства (англ. International Game Fish Association) включила представників роду Hydrolycus до числа об'єктів рибальського спорту в класах нахлисту та вудки.